# Garé
Garé là một thị trấn thuộc hạt Baranya, Hungary. Thị trấn này có diện tích 8,53 km², dân số năm 2010 là 312 người, mật độ 37 người/km².